# Janet Arceo
Janett Arceo Menéndez (Cidade do México, 30 de setembro de 1948) é uma atriz, diretora e apresentadora de televisão mexicana.

## Trabalhos
Não se sabe muito sobre seus trabalhos, mas o seu trabalho mais notável foi interpretar a Dona Edwiges do seriado Chaves, mais conhecida como "a Louca da Escadaria". Substituiu Angelines Fernández, que precisou se ausentar das gravações por motivo desconhecido, talvez um tratamento no pulmão pelo fumo excessivo (o que levou a morte dela em 1994), no ano de 1973. Janet atuou em apenas 2 episódios, quando ainda tinha 17 anos, preste a completar 18.
O episódio que Janet atuou foi exibido pela primeira vez no Brasil no dia 23 de janeiro de 2012 pelo SBT após anos engavetado, mas logo saiu do ar. Foi exibido: "A louca da escadaria - parte 1". Já o segundo episódio que Janet atuou estreou no Brasil apenas em 13 de junho de 2018, como episódio inédito pelo Multishow. O episódio se chama "A festa da boa vizinhança - parte 2".
Em 1982, criou o programa de rádio El mundo de la mujer (pouco tempo depois renomeado para La Mujer Actual), que esteve no ar durante 16 anos na estação de rádio mexicana XEW. Em 1999, Janet Arceo se transferiu para a Radio Fórmula, onde continua apresentando o programa La Mujer Actual até hoje.[carece de fontes?]

## Videografia

### Aparições na TV
| Anos      | Programa/Seriado                                        | Papel                                |
| --------- | ------------------------------------------------------- | ------------------------------------ |
| 1961      | El club del hogar                                       |                                      |
| 1973      | Chaves                                                  | Dona Edwiges, "a Louca da Escadaria" |
| 1978-1982 | Hogar dulce hogar                                       | Janet (A vizinha)                    |
| 1980      | La mujer ahora                                          | Apresentadora                        |
| 1982      | Juguemos a cantar                                       | Apresentadora                        |
| 1986-1988 | Estrellas de los 80's                                   | Apresentadora                        |
| 1998      | Memoria viva de ciertos días                            |                                      |
| 1997-2002 | Teletón                                                 | Apresentadora                        |
| 2002      | Estrellas de Telenovelas Juveniles                      | Apresentadora                        |
| 2001      | Una vida dedicada a los medios: Homenaje a Luis Carbajo | Ela mesma                            |
| 2005      | Momentos para no olvidar: 55 años de la TV en México    | Ela mesma                            |
| 2006      | Aún hay más - Homenaje a Raúl Velasco                   | Ela mesma                            |
| 2007      | La historia detrás del mito                             | Ela mesma                            |

### Filmes
| Anos | Programa/Seriado            | Papel |
| ---- | --------------------------- | ----- |
| 1962 | Atrás de las nubes          | Niña  |
| 1962 | Los forajidos               |       |
| 1963 | Aventuras de las hermanas X |       |

## Teatro
- 2009 - Los monólogos de la vagina